# Franci Kek
Franci Kek, slovenski producent, scenarist, igralec, ter košarkar, * 25. januar 1964, Novo mesto.

## Življenjepis
Po izobrazbi je socialni delavec. Do leta 1998 je bil zaposlen na Zavarovalnici Tilia kot vodja tržnega komuniciranja in odnosov z javnostmi.

### Film in televizija
Sredi devetdesetih let je bil na Televiziji Novo mesto dlje časa urednik, soavtor in producent oddaje Mala klinika cinizma, ki je iz mladinske oddaje prerasla v kritičen odziv na dogajanje v novomeški občini in vsak teden poskrbela za obilo humornih vložkov.
S Sašem Đukićem, Janijem Muhičem in prijatelji je posnel pet celovečernih filmov Klinika (1995), Spomini Mame Manke (1996), Milice (1997), Na svoji Vesni (2001). Na premieri tega filma se je v novomeški športni dvorani zbralo 3000 ljudi. V njem so nastopali tudi Roger Moore, Milena Zupančič, Matjaž Javšnik, Elvis J. Kurtovich, Sejo Sexon, Rebeka Dremelj, Andrej Karoli, Rok Cvetkov, Demolition group, Lojze Slak, Jože Potrebuješ, Marko Vozelj … Kot prvi slovenski celovečerec brez finančne podpore države je bil Na svoji Vesni leta 2001 predvajan v ljubljanskem Koloseju. Leta 2017 so posneli Milice 2. Kek je sodeloval kot producent, vodja snemanja, igralec in soscenarist.  
Leta 2006 in 2007 je igral v seriji Začnimo znova (RTV Slovenija).
Leta 2007 sta z režiserjem Vojkom Anzeljcem posnela film Gola resnica, ko se je Artur Štern le za potrebe filma predstavljal kot kandidat za predsednika Slovenije: Dogajanje so, nevede da gre za film, več mesecev spremljali slovenski mediji.
V letih 2021 in 2022 je za POP TV igral v humoristični seriji Za hribom.
Kek je avtor 164 skritih kamer, ki so bile ene najbolj gledanih oddaj slovenskih televizij. V letih od 2003 do 2005 so bile predvajane na nacionalni televiziji. Leta 2014 jih je snemal za Planet TV, leta 2017 za POP TV in v letih 2018, 2019 in 2023 ponovno za RTV Slovenija.

### Dogodki in festivali
V letih 1997–2013 (pred tem je bil festival organiziran leta 1976 in 1983) je bil glavni organizator sedemnajstih zaporednih festivalov Rock Otočec. Že prvi v njegovi izvedbi je postal glasbeni dogodek leta. V začetku tega tisočletja je bil nekaj let največji rock festival na področju nekdanje Jugoslavije. Festival je bil družbeno angažiran, saj so bila znana njegova jasna stališča proti nestrpnosti, nasilju in uživanju prepovedanih drog.
V letih 2003–2011 je v Novem mestu organiziral 154 brezplačnih dogodkov Večeri pod kavarno, na katerih so se predstavljali glasbeniki in humoristi, občasno pa je vodil pogovorni večer z znanim gostom.
Leta 2015 je v Deželi kozolcev v Šentrupertu s Tomažem Kavčičem organiziral festival Izbor, gourmet & fun festival. Na njem so ob spremljevalnem glasbenem programu sodelovali najboljši slovenski kuharski mojstri, vinarji in nekaj nosilcev Michelinovih zvezdic iz tujine. Takrat je bil ta dogodek prepoznan kot največji kulinarični dogodek v času samostojne Slovenije.

### Politika
Leta 2002 je njegova Lista za Dolenjsko postala druga najmočnejša stranka v novomeškem občinskem svetu, sam pa je prejel relativno največ preferenčnih glasov za občinskega svetnika na področju celotne Slovenije, drugi je bil Robert Golob. 8. maja 2004 je postal predsednik Aktivne Slovenije; istega leta je sodeloval na ustanovnem kongresu gibanja Forum 21 in iz njega po nekaj tednih izstopil.
Leta 2007 je postal eden od podpredsednikov stranke Zares, katere del je Aktivna Slovenija postala. Oktobra 2008 je bil kot član Zares izvoljen za poslanca Državnega zbora. Stranko Zares so po neuspehu na državnozborskih volitvah leta 2011, za katero je ponovno kandidiral, samoukinili. Kek se zatem ni več politično udejstvoval.

### Zasebno
Rojen je bil leta 1964 očetu Francu (1933–19. januar 1964) in materi Francki (roj. 1932). Iz prvega zakona z Viko Kek ima dva sinova Vida in Izarja. Z ženo Matejo Panter ima hčer Gajo. S sporogo sta v Dobu pri Domžalah prenovila hišo iz leta 1797, ki je namenjena turistom in organizaciji priložnostnih dogodkov. 

#### Šport
V letih od 1980 do 1994 je igral v Košarkarskem klubu Krka in večkrat nastopil v pionirski, kadetski in mladinski reprezentanci Slovenije.